# Burg Osten
Die mittelalterliche Burg Osten ist die Ruine einer Niederungsburg im Tollensetal bei Schmarsow auf der Gemarkung der Gemeinde Kruckow im Landkreis Vorpommern-Greifswald im heutigen Mecklenburg-Vorpommern, früher Provinz Pommern.

## Lage
Die Burg liegt an der Tollense bei der Straße zwischen Schmarsow und Roidin und diente gleichzeitig als Brücke und Zollburg an der damals noch schiffbaren Tollense. Sie gehörte zu einer ganzen Reihe von Burgen in diesem Flusstal.

## Anlage
Die Burg bestand aus einer nordöstlich gelegenen Vorburg mit rechteckigem Grundriss und der südwestlichen Hauptburg. Die Vorburg zeigt noch beeindruckendes Mauerwerk. Die Vorburg ist ein Plateau von 1,2 m Höhe und wird von einem durchschnittlich 12 m breiten, noch wasserführenden Graben geschützt. Sie ist 60 m lang und 50 m breit. Von der Hauptburg sind noch Reste der Turmfundamente und Turmhügel erkennbar. Noch auf der Karte der Schwedischen Landesaufnahme 1696 ist zu sehen, dass beide Burgteile früher vollständig von der Tollense umflossen wurden und zeigt sie als zweigliedrige Anlage mit großem, an der Nordostseite vorgelagertem Wall. Der Wall und die wesentlichen Teile der Burganlage wurden nach umfangreichen Arbeiten zur Begradigung des Flusses 1969 beseitigt. Zwischen den Teilburgen befindet sich noch heute ein Wassergraben.
Das Gelände wurde in den 1990er-Jahren durch ABM mittels Holzbohlenwege zugänglich gemacht, die inzwischen aber schadhaft geworden und kaum passierbar sind. Eine neuerliche Erschließung der Anlage ist angedacht.

## Geschichte

Burg Osten 1696

Die Burg Osten wurde wahrscheinlich Anfang des 13. Jahrhunderts erbaut. Möglicherweise übertrug die adlige Familie von der Osten, die ab Mitte des 13. Jahrhunderts in der Gegend um Demmin nachweisbar ist, ihren Namen auf die Burg. Mit Wedige de Osten, Vogt zu Demmin, erscheint um 1319 erstmals urkundlich ein Mitglied der Familie auf Burg Osten sesshaft. Zum Ostener Besitz gehörten die Dörfer Schmarsow, Vanselow, Roidin und Teusin.
Bald darauf kam die Burg Osten in den Besitz der Familie von Winterfeld(t). Henning Winterfeld stellte sich während des Ersten Rügischen Erbfolgekrieges (1326–1328) zeitweise auf die Seite der Mecklenburger, stand aber gegen Ende des Krieges wieder ganz auf pommerscher Seite. Ihm folgte um 1330 Ludolf Maltzahn, der wahrscheinlich eine Tochter des Henning Winterfeld geheiratet hatte. Als Sitz derer von Maltzahn nahm sie im Mittelalter eine bedeutende politische und wirtschaftliche Stellung ein und gehörte zu den mächtigsten pommerschen Burgen. Mit ihrem Besitz war seit der zweiten Hälfte des 14. Jahrhunderts das erbliche Amt eines Landmarschalls für das Herzogtum Pommern-Stettin verbunden, welches die Maltzahns auch nach Erlöschen der Stettiner Herzogslinie 1464 behielten und weiter ausübten. Bis Ende des 16. Jahrhunderts befand sich die Burg mit Gut im gemeinschaftlichen Besitz der Linien Osten-Kummerow und Sarow der Familie von Maltzahn.
Nach dem Dreißigjährigen Krieg verlor die Burg an Bedeutung. Schließlich wurde sie zur Gewinnung von Baumaterial unter anderem für das Herrenhaus in Schmarsow abgebrochen.
Der nördlich der Tollense gelegene Bereich der Ostener Güter wurde ein Forstgut. 1855 kaufte Woldemar von Heyden-Cartlow Osten mit Schmarsow und Borgwall. Durch den Ostener Wald führte ab 1897 die Strecke der Demminer Kleinbahn Ost. Das Forsthaus, ein Fachwerkbau, brannte 1945 ab. Die marode Brücke über die Tollense wurde 2005 durch einen Neubau ersetzt.

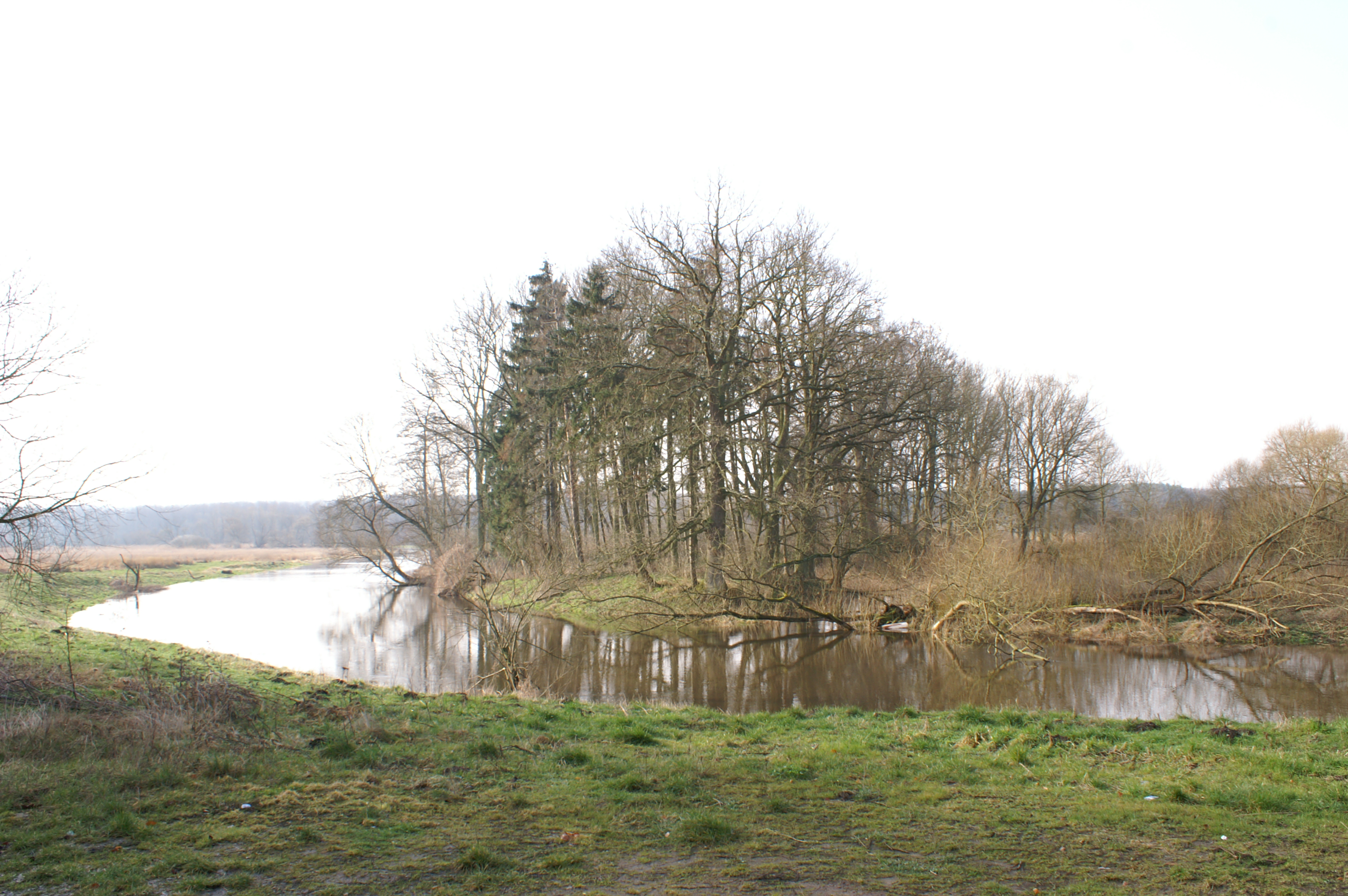
Halbinsel der Hauptburg
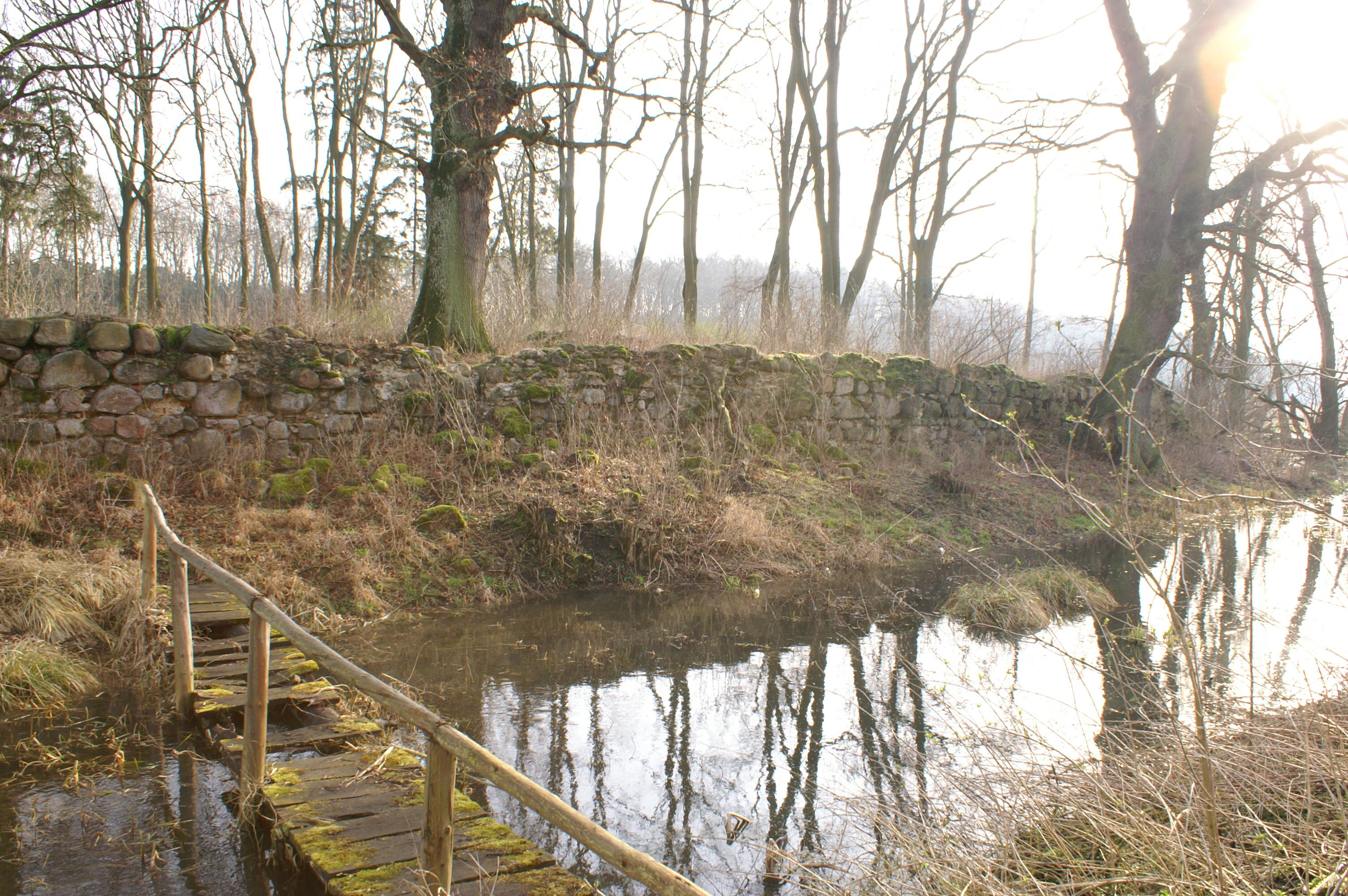
Ruinen der Südmauer der Vorburg
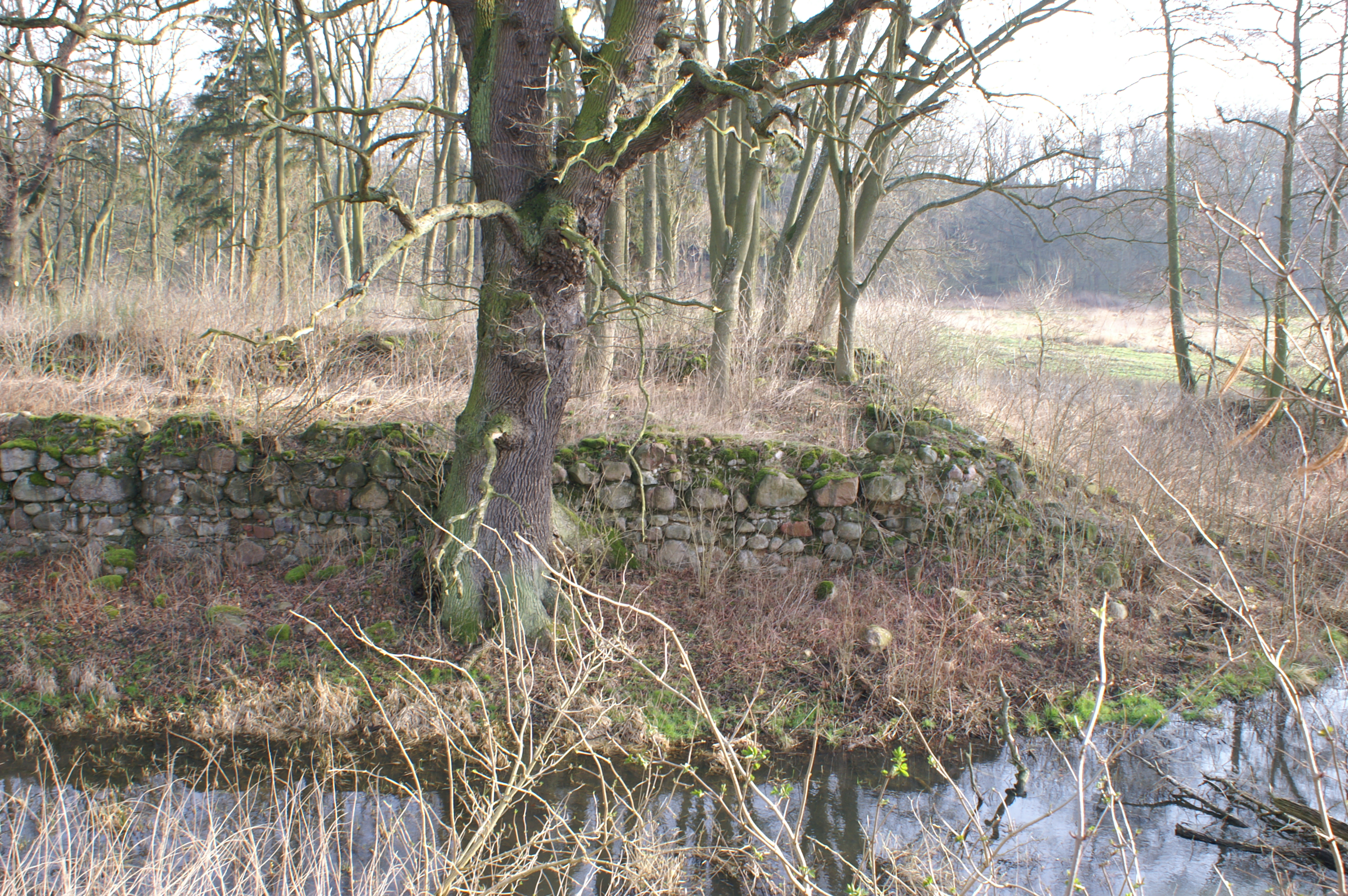